# Chiasognathus
Chiasognathus is een geslacht van kevers uit de  familie van de vliegende herten (Lucanidae).

## Soorten
- Chiasognathus beneshi Lacroix, 1978
- Chiasognathus granti Stephens, 1832
- Chiasognathus impubis Parry, 1870
- Chiasognathus jousselinii Reiche, 1850
- Chiasognathus latreillei Solier, 1851
- Chiasognathus mniszechii Thomson, 1862
- Chiasognathus sombrus Paulsen & Smith, 2010